# Riadh Bouazizi
Riadh Bouazizi (en árabe: رياض بن خميس بوعزيزي‎; Bizerte, Túnez, 8 de abril de 1973) es un exfutbolista de Túnez que jugaba en la posición de centrocampista.

## Carrera

### Club
| Periodo   | Club                | Apariciones | Goles |
| --------- | ------------------- | ----------- | ----- |
| 1991–2000 | Étoile du Sahel     | 205         | 10    |
| 2000–2002 | Bursaspor           | 46          | 2     |
| 2002–2005 | Gaziantepspor       | 90          | 8     |
| 2005–2007 | Kayseri Erciyesspor | 35          | 1     |
| 2007–2008 | CA Bizertin         | 44          | 1     |

### Selección nacional
Debutó con Túnez el 23 de diciembre de 1995 en la derrota por 0-2 ante Zambia en un partido amistoso en Lusaka y su primer gol internacional fue el 15 de noviembre de 2000 en la victoria por 1-0 ante Suiza en un partido amistoso en Ciudad de Túnez. Su retiro internacional fue el 23 de junio de 2006 en la derrota por 0-1 ante Ucrania en la Copa Mundial de Fútbol de 2006. Jugó 92 partidos internacionales y anotó cuatro goles.
Participó en tres ediciones de la Copa Mundial de Fútbol, en los Juegos Olímpicos de Atlanta 1996 y en seis ediciones de la Copa Africana de Naciones, donde salió campeón en la edición de 2004.
| N.º | Fecha               | Sede                                         | Rival   | Marcador | Resultado | Torneo                              |
| --- | ------------------- | -------------------------------------------- | ------- | -------- | --------- | ----------------------------------- |
| 1   | 15-11-2000          | Stade El Menzah, Tunis, Túnez                | Suiza   | 1–1      | 1–1       | Amistoso                            |
| 2   | 30-12-2001          | Stade El Menzah, Tunis, Túnez                | Liberia | 7–2      | 7–2       | Amistoso                            |
| 3   | 30-3-2003           | Stade Olympique de Radès, Tunis, Túnez       | Camerún | 1–0      | 1–0       | Tunis Four Nations Tournament Final |
| 4   | 22 de enero de 2006 | Harras El-Hedoud Stadium, Alejandría, Egipto | Zambia  | 2–1      | 4–1       | Copa Africana de Naciones 2006      |

## Logros

### Selección nacional
- Copa Africana de Naciones (1): 2004

### Individual
- Equipo ideal de la Copa Africana de Naciones 2004.